# Welver
Welver là một đô thị ở huyện Soest, trong Nordrhein-Westfalen, Đức.
Welver tọa lạc khoảng 12 km về phía đông nam của Hamm and 12 km về phía tây bắc của Soest.
Các đơn vị giáp ranh:
- Hamm, về phía tây và tây bắc
- Lippetal, về phía bắc
- Soest, về phía đông và đông nam
- Werl, về phía tây nam

## Đơn vị dân cư
Sau cuộc cải cách chính quyền địa phương năm 1969 Welver có các làng sau:
| - Balksen - Berwicke - Blumroth - Borgeln - Dinker - Dorfwelver - Ehningsen | - Eilmsen - Einecke - Eineckerholsen - Flerke - Illingen - Klotingen - Meyerich | - Merklingsen - Nateln - Recklingsen - Scheidingen - Schwefe - Stocklarn - Vellinghausen |